# ارماندینیو مانجیت
ارماندینیو مانجیت (انگلیسی: Armandinho Manjate؛ زادهٔ ۳۰ ژوئن ۱۹۷۰) بازیکن فوتبال اهل برزیل است.